# Lake Wakatipu
Der Lake Wakatipu ist der drittgrößte Binnensee Neuseelands und nach dem Lake Te Anau der zweitgrößte auf der Südinsel.

## Geographie
Der See befindet sich im äußersten Südwesten der Region Otago, direkt an der Grenze zur Region Southland, mit einer Länge von etwa 80 Kilometern ist er der längste See des Landes. Er befindet sich in einer Höhe von 308 m ü. NN am Fuße der Neuseeländischen Alpen und misst an seiner tiefsten Stelle 380 m. Die Form des Sees gleicht einem S, in dem der See etwa 30 Kilometer lang nach Süden führt, sich dann abrupt nach Nordosten wendet, um hiernach nach weiteren 20 Kilometern wieder seine ursprüngliche Richtung nach Süden einzunehmen und nach 30 Kilometern bei der Ortschaft Kingston endet.
Den Hauptzufluss des Lake Wakatipu bildet der Dart River/Te Awa Whakatipu am nördlichen Ende des Sees. Der Kawarau, der sich auf der Höhe von Queenstown an den See anschließt und weiter nach Osten führt, bildet den Abfluss des Sees. In dem See hebt und senkt sich der Wasserstand in regelmäßigen Abständen um etwa 200 mm aufgrund der Seiches, die vor allem bei Alpenseen besonders stark sind.

## Nutzung
Der See hat aufgrund seiner Lage am Fuße der Remarkables Bedeutung für den Tourismus. Das Gebiet um den See ist Zentrum des Extremsports, wie zum Beispiel Bungee-Jumping. Auch befinden sich um den See herum ausgedehnte Skigebiete, Wanderwege und auf dem See verkehrt regelmäßig ein altes Dampfschiff, die TSS Earnslaw. 
Der Lake Wakatipu ist eine Station der Southern Scenic Route.

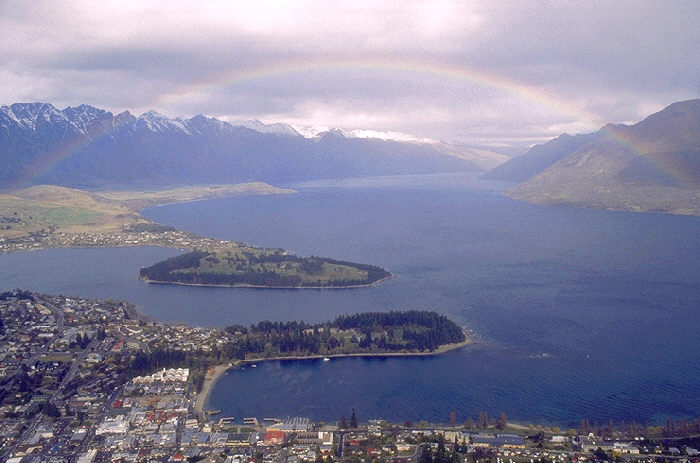
Blick von Queenstown Richtung Süden
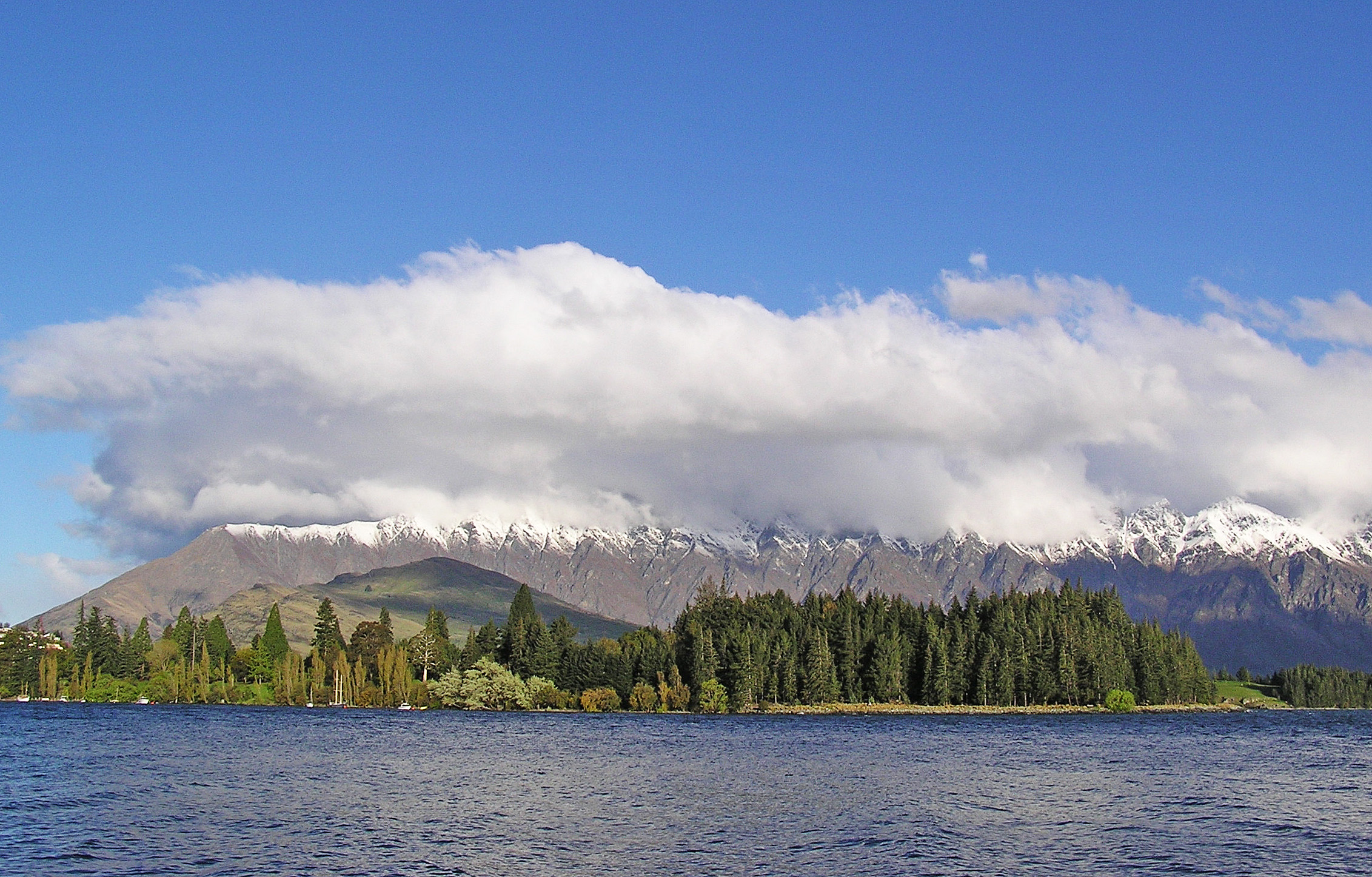
Lake Wakatipu und die Remarkables
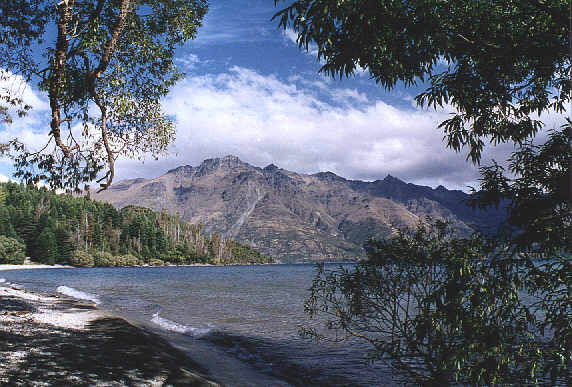
Ufer des Lake Wakatipu
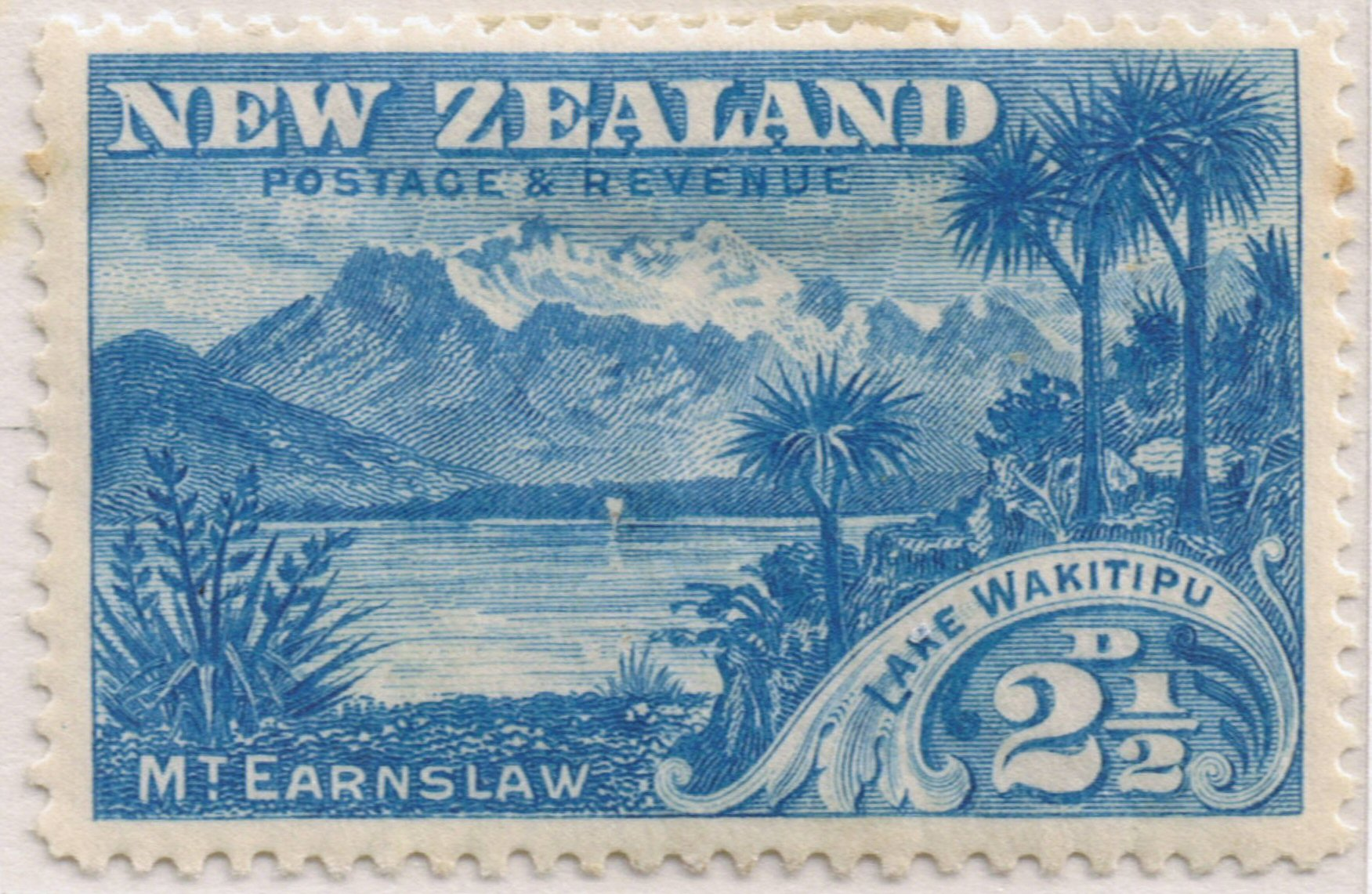
Neuseeländische Briefmarke von 1898. Der hier fälschlich Lake Wakitipu geschriebene Name wurde in späteren Ausgaben korrigiert.